# Vogelsgrün
Vogelsgrün (auch Kurort Vogelsgrün) war ein Kurort, der heute zu Auerbach/Vogtl. im sächsischen Vogtlandkreis gehört. Die einst selbständige Landgemeinde mit den Ortsteilen Georgengrün, Grünheide, Haideschachen, Reiboldsgrün und Zöbisch ging 1950 in Schnarrtanne auf und gehört folglich seit 1994 zu Auerbach. Eine Ortschaft Auerbachs ist heute Schnarrtanne-Vogelsgrün.

## Lage
Vogelsgrün liegt direkt südlich von Schnarrtanne und nördlich von Reiboldsgrün. Westlich liegt Brunn. Vogelsgrün liegt direkt an der Grenze des Vogtlandes zum Erzgebirgskreises. Südlich und östlich an den auf etwa 610 m gelegene Ort schließt sich ein Waldgebiet an.

## Geschichte

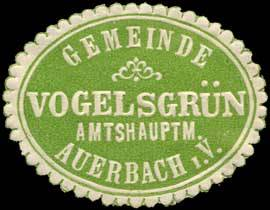
Siegelmarke der Gemeinde Vogelsgrün (1850–1923)

Vogelsgrün ist spätestens 1411 (und damit gemeinsam mit Rodewisch und Rebesgrün) als Voistelsgrune ersterwähnt. Spätere Ortsnamensformen sind Vogilßgrune (1455), Vogelsgrun und Vögelsgrün (1531) und Vogelsgrün (1563). 1583 war der Ort anteilig den Rittergütern Auerbach und Göltzsch (heute auch bekannt als Obergöltzsch) zugehörig. 1764 war der Ort dem Rittergut Auerbach untern Teils zugehörig. Früher zur Kirchgemeinde Auerbach gehörend, ist Vogelsgrün heute zur Kirchgemeinde Schnarrtanne-Vogelsgrün eingepfarrt. 1871 waren in Vogelsgrün 28 Häuser mit 164 Bewohnern. 1875 hatte Vogelsgrün, damals noch eine eigenständige Gemeinde, nur noch 26 bewohnte Häuser. 1880 waren es bereits 39. Die Schule befand sich damals in Schnarrtanne.
| Jahr            | 1583/86          | 1764                        | 1834 | 1871 | 1875 | 1880 | 1890 | 1910 | 1925 | 1939 | 1946 |
| --------------- | ---------------- | --------------------------- | ---- | ---- | ---- | ---- | ---- | ---- | ---- | ---- | ---- |
| Einwohnerzahlen | 9 besessene Mann | 6 besessene Mann, 6 Häusler | 173  | 164  | 163  | 283  | 180  | 642  | 490  | 614  | 610  |

1910 war Vogelsgrün unter den 69 Kommunen der Amtshauptmannschaft Auerbach auf Rang 43 der Einwohnerstatistik.
Im Juni 1933 wurde in Vogelsgrün das erste sächsische Horst-Wessel-Denkmal enthüllt.
Zu Vogelsgrün gehörten die Ortsteile Georgengrün, Grünheide, Haideschachen, Reiboldsgrün und Zöbisch. Der Ort ging 1950 in Schnarrtanne auf. Seit 1994 gehört er zu Auerbach und ist Bestandteil von dessen heutiger Ortschaft Schnarrtanne-Vogelsgrün.
Vogelsgrün war bis 2018 staatlich anerkannter Erholungsort.